# Saaremaa

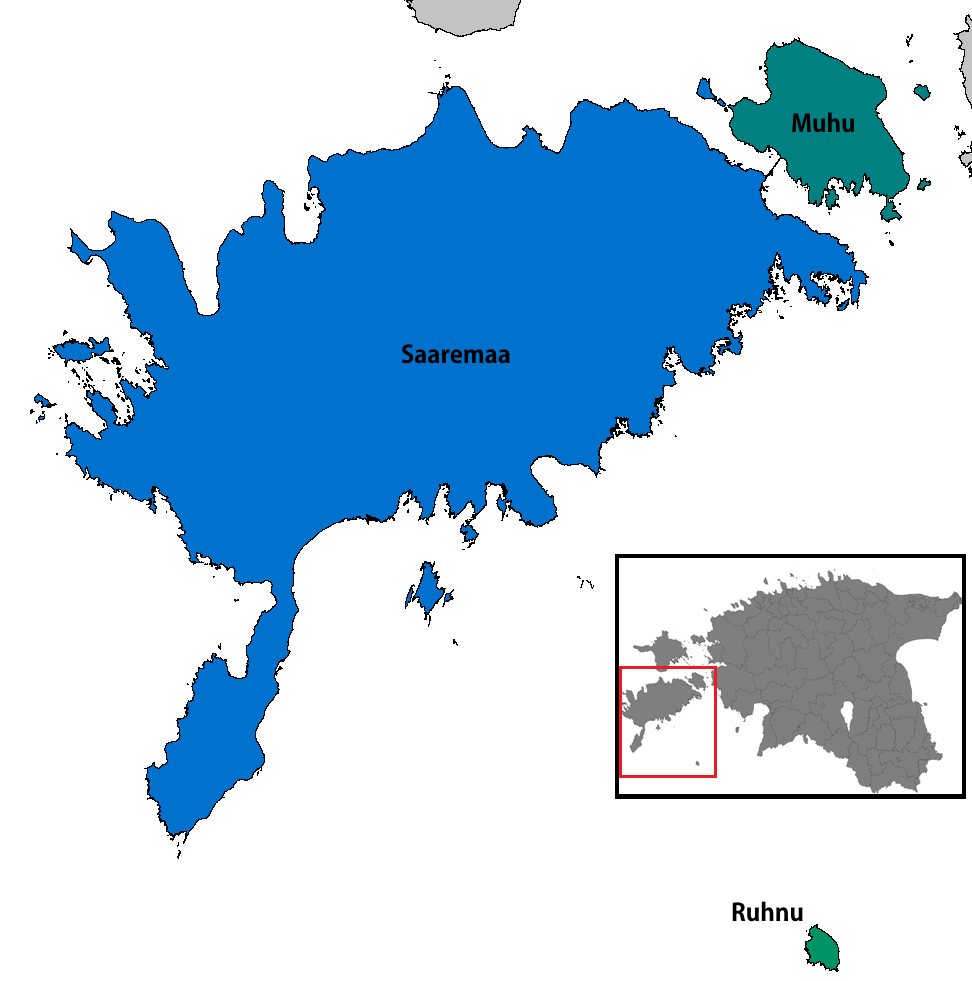
Comuni della contea di Saaremaa

Saaremaa (in svedese e in tedesco Ösel, in danese Øsel, in finlandese Saarenmaa, in lettone Samsala, in latino Osilia) è la più grande isola e comune rurale dell'Estonia (2673 km²), nonché la terza isola più grande del Mar Baltico, dopo Sjælland e Gotland.
Situata a ovest della terraferma estone, delimita a settentrione il golfo di Riga, separato dal Mar Baltico dalla penisola di Sõrve, sua propaggine sud-occidentale; l'isola fa quindi parte dell'arcipelago estone, insieme all'isola di Hiiumaa.
Il capoluogo di Saaremaa è Kuressaare, che ha circa 13 000 abitanti; l'isola nel suo complesso ne ha circa 32 000. Secondo alcuni metodi di calcolo, non universalmente accettati, l'isola di Saaremaa corrisponderebbe al centro geografico dell'Europa. Saaremaa è l'isola principale della contea di Saaremaa (Saare maakond).
L'isola vanta alcune località turistiche e termali, uno splendido castello medioevale, chiese e fortezze dei Cavalieri Teutonici immerse in un ambiente tranquillo, ideale per compiere escursioni, cavalcare o gironzolare semplicemente per la campagna, con i suoi boschi di pini e gineprai.

## Storia
I ritrovamenti archeologici fanno risalire i primi insediamenti sul territorio di Saaremaa ad almeno 5 000 anni. Nelle antiche saghe nordiche Saaremaa è chiamata Eysysla, che significa "distretto dell'isola", lo stesso significato dell'attuale parola Saaremaa in lingua estone.
Dall'antico nome derivano anche in nomi in svedese e tedesco, Ösel, e il nome latino, Osilia. Talvolta il nome appare accompagnato dal termine Adalsysla, 'la grande terra', forse equivalente all'estone 'Suuremaa' o 'Suur Maa', che sono le definizioni per descrivere la terraferma.
Le saghe narrano di frequenti schermaglie tra gli isolani e i vichinghi. Saaremaa era la parte più ricca dell'antica Estonia e sede di pirati, talvolta chiamati vichinghi orientali. Secondo la mitologia estone, su quest'isola abitava il gigante Suur Tõll.
Le cronache di Enrico di Livonia descrivono una flotta di 16 navi e 500 "osiliani" che saccheggiano la Svezia meridionale, all'epoca parte della Danimarca.
Nel 1227, nel corso delle Crociate del Nord, Saaremaa fu conquistata dai Cavalieri portaspada, ma rimase una roccaforte della resistenza estone.
Quando l'Ordine fu sconfitto dall'esercito lituano nel 1236, gli abitanti di Saaremaa si ribellarono e il conflitto terminò con un trattato fra gli isolani e il Gran maestro dell'Ordine, che prevedeva che parte dell'isola fosse governata dall'Ordine e la parte rimanente fosse governata dal vescovato di Ösel-Wiek.
Il 15 aprile del 1560 il vescovato e Saaremaa furono venduti dall'ultimo vescovo-principe alla Danimarca.
Nel 1645 la Danimarca cedette l'isola alla Svezia (trattato di Brömsebro).
Nel 1721 l'isola passò, insieme al resto dell'Estonia svedese, alla Russia imperiale (trattato di Nystad) e divenne parte del governatorato russo dell'Estonia.
L'isola fu conquistata dall'Impero tedesco durante la prima guerra mondiale (operazione Albion, ottobre 1917) e rimase occupata fino alla fine del conflitto.
Saaremaa, insieme all'Estonia, divenne indipendente dopo la Rivoluzione d'ottobre e il crollo dell'Impero russo.
Il nuovo stato fu aggredito, occupato e annesso nell'Unione Sovietica nel giugno del 1940 in seguito al patto Molotov-Ribbentrop. I tedeschi occuparono l'isola nel 1941 (operazione Beowulf) e vi rimasero fino all'espulsione da parte dell'Armata Rossa nel novembre 1944.
Saaremaa, insieme all'Estonia, riottenne l'indipendenza il 20 agosto 1991 con il crollo dell'Unione Sovietica.
Le è stato dedicato un asteroide: 4163 Saaremaa.

## Trasporti
Saaremaa è raggiungibile tramite il traghetto che collega Virtsu, sulla terraferma, con l'isola di Muhu, a sua volta collegata con Saaremaa tramite un terrapieno.
Dall'isola di Hiiumaa vi è un traghetto che collega Sõru a Saaremaa.
Vi è anche un collegamento con la piccola isola di Ruhnu, con traghetti estivi e voli settimanali da Kuressaare
Servizi di autobus di linea la collegano con Tallinn, Pärnu e Tartu.
Voli locali collegano Kuressaare a Tallinn e ci sono voli stagionali per Pärnu e Stoccolma.
È in progetto la costruzione di un ponte o di un tunnel che metta in collegamento Saaremaa con la terraferma.